# Nagato

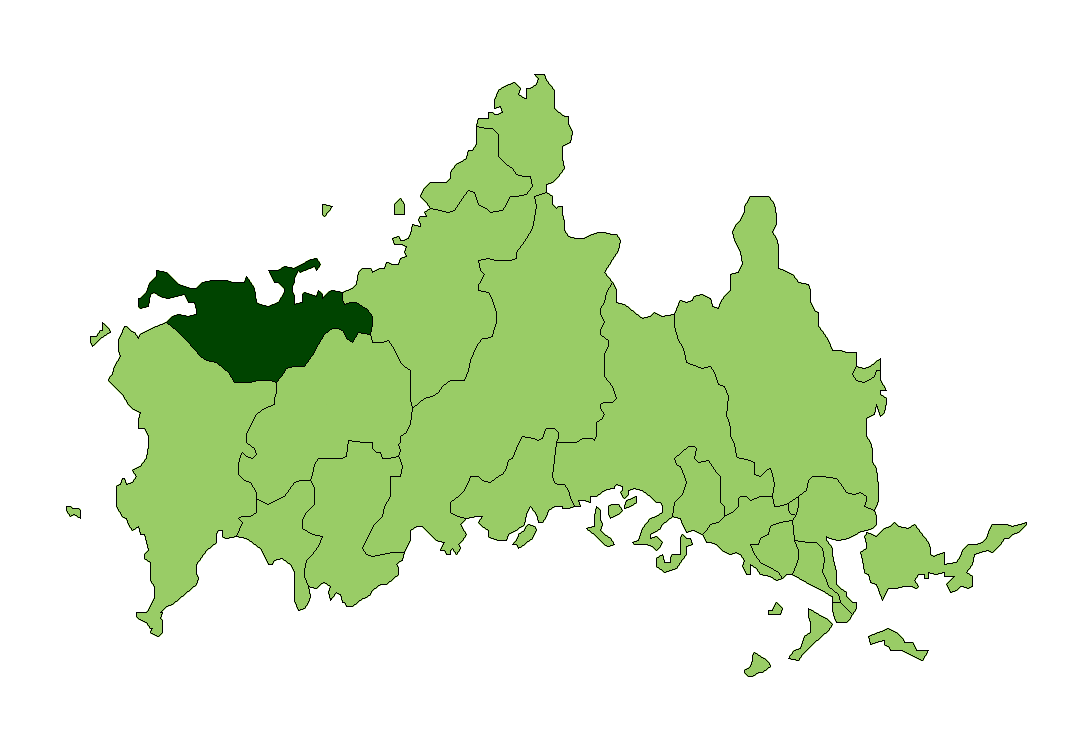

Nagato (長門市 Nagato-shi?) este un municipiu din Japonia, prefectura Yamaguchi.